# (200377) 2000 QT120
(200377) 2000 QT120 es un asteroide perteneciente al cinturón de asteroides descubierto el 25 de agosto de 2000 por el equipo del Lincoln Near-Earth Asteroid Research desde el Laboratorio Lincoln, Socorro, Nuevo México, Estados Unidos.

## Designación y nombre
Designado provisionalmente como 2000 QT120.

## Características orbitales
2000 QT120 está situado a una distancia media del Sol de 2,411 ua, pudiendo alejarse hasta 2,722 ua y acercarse hasta 2,099 ua. Su excentricidad es 0,129 y la inclinación orbital 5,476 grados. Emplea 1367,50 días en completar una órbita alrededor del Sol.

## Características físicas
La magnitud absoluta de 2000 QT120 es 16,2. 